# Mucin

Brochiolo-alveolární karcinom s tvorbou mucinu

Mucin (z latinského mūcus „hlen“) je označení pro početnou skupinu vysokomolekulárních glykoproteinů produkovaných epitelovou tkání u většiny živočichů. Muciny jsou součástí cytoplazmatické membrány, ale i mezibuněčné hmoty.
Glykoproteiny, které jsou základem mucinu, jsou tvořeny makromolekulami s centrálním proteinovým řetězcem a dlouhými postranními řetězci polysacharidů. Polysacharidy mají vysokou schopnost vázat vodu a chrání tak centrální protein před enzymatickou degradací (proteolýzou) nebo expozicí kyselinami (například v trávicím traktu).
Muciny mají velmi vysokou molekulovou hmotnost kolem 120×106 daltonů a často nesou vysoký záporný aniontový náboj. Tento náboj, stejně jako hydroxyskupiny v polysacharidech, umožňují mucinům vázat na sebe hodně vody a to vede k jejich gelové nebo slizové konzistenci.
Muciny jsou složkou většiny gelových sekrecí v živých organismech. Mají ochrannou funkci a jsou také součástí imunitního systému, neboť mají schopnost vázat se na patogeny. Některé muciny podporují proces mineralizace (tvorba perleti u měkkýšů, kalcifikace u ostnokožců nebo tvorba kostí u obratlovců). Nadměrná exprese mucinových proteinů, zejména MUC1, je spojena s mnoha typy rakoviny.
Prokaryota využívají muciny na svých površích jako externí ochranu (například jednobuněčné organismy nebo měkkýši). Eukaryota je vytvářejí především na ochranu výstelky vnitřních orgánů a na sliznicích. Například na povrchu sliznice žaludku tvoří mucin jemný film a chrání ji tak před natrávením kyselinou chlorovodíkovou, která je součástí žaludečních šťáv. Ve velkých koncentracích se nachází ve slinách, kde usnadňují polykání a chrání ústa před poškozením.

## Historie
- V roce 1734 byl poprvé popsán hlen, nazvaný mucin, Clamer Herman Hoffbauerem.
- Až do roku 1970 byl termín mucin používán pro hlavní glykoproteinovou složku ve vylučovaném hlenu. Byl znám jako sloučenina s vysokým obsahem převážně záporně nabitých sacharidů (přes 50 hmotnostních procent ) a vysokým obsahem aminokyselin threoninu a serinu v proteinové složce.
- V roce 1980 s využitím pokročilých spektroskopických metod (hmotnostní spektrometrie a nukleární magnetické rezonanční spektroskopie) bylo prokázáno, že muciny mají mnohem složitější strukturu, než se předpokládalo. Přibližně ve stejné době bylo objeveno spojení mucinu s nádory.
- V roce 1990 byly dekódovány sekvence DNA prvních čtyř genů pro mucin.

## Klasifikace
Lidské muciny zahrnují geny se symbolem HUGO MUC1 až 22. Jsou definovány následující třídy:
- Vylučované muciny:
  - gelotvorné (nerozpustné) muciny MUC2, MUC5AC, MUC5B, MUC6, MUC19
  - negelotvorné (rozpustné) muciny: MUC7, MUC8, MUC9, MUC20
- Membránově vázané (transmembránové) muciny: MUC1, MUC3A, MUC3B, MUC4, MUC12, MUC13, MUC15, MUC16, MUC17, MUC21, MUC22

Hlavní vylučované muciny dýchacích cest jsou MUC5AC a MUC5B. MUC2 se vylučuje většinou ve střevě, ale také v dýchacích cestách. MUC7 je hlavní slinný protein.

## Struktura

Příklad struktury mucinu. Plná vodorovná čára je protein, čáry se šestiúhelníky jsou navázané polysacharidy. Výřez zobrazuje spojení mezi threoninem a prvním sacharidem GalNAc

Muciny se skládají z centrálního proteinu, který je vysoce glykosylovaný  a obsahuje kovalentně vázané polysacharidy. Polysacharidy tvoří obvykle 60 až 80 procent hmotnosti mucinu.
Centrální protein je bohatý na aminokyseliny serin, threonin a prolin. Polysacharidový řetězec obvykle začíná N-acetylgalaktosaminem, který je kovalentně spojen s proteinovou páteří prostřednictvím serinu nebo threoninu. Konce polysacharidů jsou částečně opatřeny sulfátovými skupinami nebo skupinami O-acetylované kyseliny sialové, aby bylo pro bakterie obtížné muciny rozkládat.
Jednotlivé muciny jsou často navzájem propojeny disulfidickými můstky. Mucinové řetězce tak mohou mít až dvacetinásobek hmotnosti jednoho mucinu.

## Onemocnění
- Zejména dva muciny MUC1 a MUC4 jsou intenzivně zkoumány z hlediska jejich patologické funkce. Tyto muciny jsou potenciálními nádorovými markery pro diagnostiku, stejně jako výchozím bodem pro nové formy terapie.
- Zvýšená produkce mucinů je pozorována u mnoha adenokarcinomů jako je rakovina tlustého střeva, rakovina žaludku, rakovina plic, rakovina prostaty nebo rakovina prsu.
- Muciny jsou také nadměrně exprimovány u plicních onemocnění, jako je astma, bronchitida nebo chronická obstrukční plicní nemoc (CHOPN).